# Jana Malknechtová
Jana Malknechtová (* 19. srpna 1940) je česká herečka a zpěvačka.

## Život
Pěvecká hvězda divadla Semafor, kde působila od 1. září 1962 do 31. července 1965 a fakticky nahradila Evu Pilarovou, která v té době zpívala v Divadle Rokoko. V divadle Semafor nazpívala několik hitů (Theo, já tě mám tolik ráda, Ba ne, pane!). S trumpetistou Jiřím Jelínkem nazpívala píseň Motýl. Vystupovala také ve filmovém muzikálu Kdyby tisíc klarinetů.
Po sňatku se Jana Malknechtová odstěhovala do Švédska a z české hudební scény posléze zcela zmizela. 

## Filmografie
- Konkurs 1963
- Lov na mamuta 1964
- Kdyby tisíc klarinetů 1964